# Veľká skala
Veľká skala (912 m) – skalisty szczyt w Wielkiej Fatrze na Słowacji. Znajduje się w północnym grzbiecie szczytu Sidorovo i jest najbardziej na północny wschód wysuniętym szczytem Wielkiej Fatry.
Veľká skala zbudowana jest ze skał wapiennych. Wznosi się w tzw. liptowskiej gałęzi Wielkiej Fatry. Ma skalisty szczyt podcięty wysokimi pionowymi ścianami. Na zachodnią stronę do doliny Hrabovskiego potoku opada bardzo stromym, porośniętym lasem stokiem. Dużo łagodniejszy i również porośnięty lasem stok wschodni opada na Revúcke podolie. Północny grzbiet, niżej zakręcający na północny wschód opada na Kálvarię w Rużomberku. W skałach na południe od szczytu znajdują się dwie jaskinie: Vlčí zub i Nad Gejdákom.

## Turystyka
Veľká skala znajduje się w otulinie Parku Narodowego Wielka Fatra. Prowadzą przez nią dwa szlaki turystyczne; czerwony grzbietem i skalistymi partiami szczytu oraz niebieski doliną Hrabovskiego potoku. Szlakiem zielonym prowadzi także szlak rowerowy. Drugi szlak rowerowy poprowadzono zboczami wschodnimi.
  Kálvaria (Rużomberk) – Hrabovská dolina – Vlkolínské ľuky. Odległość 3,4 km, suma podejść 280 m, suma zejść 65 m, czas przejścia 1,10 h (z powrotem 55 min)
  Rużomberk – Kalvária – Veľká skala – Sidorovo. Odległość 5,3 km, suma podejść 655 m, czas przejścia 2,15 h (z powrotem 1,40 h)